# Jevany
Jevany (en allemand : Jewan) est une commune du district de Prague-Est, dans la région de Bohême-Centrale, en République tchèque. Sa population s'élevait à 784 habitants en 2020.

## Géographie
Jevany se trouve à 4 km au sud-ouest de Kostelec nad Černými lesy, à 12 km au sud-sud-ouest de Český Brod et à 31 km à l'est-sud-est du centre de Prague.
La commune est limitée par Vyžlovka au nord-ouest, par Štíhlice et Kozojedy au nord, par Kostelec nad Černými lesy et Konojedy au sud-est et au sud, et par Černé Voděrady à l'est.

## Histoire
La première mention écrite de la localité date de 1344.

## Transports
Par la route, Jevany se trouve à 4,5 km de Kostelec nad Černými lesy, à 16,5 km de Český Brod et à 39 km du centre de Prague.